# Ingevald Crusebjörn
Ingevald Crusebjörn, född 18 augusti 1611 i Stockholm, död 23 januari 1658 i Hallands län, var en svensk militär.

## Biografi
Ingevald Crusebjörn föddes 1611 i Stockholm. Han var son till landshövdingen Peter Crusebjörn och Cecilia Rehn. Crusebjörn blev 8 mars 1634 legat i Persien och 14 mars 1645 ryttmästare vid Västgöta adelsfana. Han blev 1657 major vid adelsfana. Crusebjörn avled 1658 under danska kriget, på kvarteret Kyrketorps by i norra Halland. Han begravdes i Löts kyrka.

### Egendom
Crusebjörn ägde gårdarna Vi i Löts socken, Göstad i Vånga socken och Grängshammar i Stora Tuna socken.

### Familj
Crusebjörn gifte sig 3 mars 1644 på Claestorp i Östra Vingåkers socken med Helena Gyllenhorn (död 1677), dotter till hovjunkaren Josua Gyllenhorn och Gertrud Svan.